# Krople Inoziemcowa
Krople Inoziemcowa (Guttae Inoziemcovi) – preparat stosowany w bólach żołądka i jelit, opracowany przez polskiego farmaceutę Franciszka Pantoczka lub rosyjskiego lekarza Fiodora I. Inoziemcewa.
Zawierają w swoim składzie:
- nalewkę z rzewienia
- krople walerianowe
- nalewkę z kozłka lekarskiego
- nalewkę opiumową
- ekstrakt strychninowy
- olejek miętowy
- spirytus

Działanie: przeciwbólowe, spazmolityczne (przeciwskurczowe).
Zastosowanie: zaburzenia trawienia, kolki jelitowe, biegunka, zatrucia pokarmowe.
W połowie XX w. były w podstawowym wyposażeniu apteczek jako środek na silne bóle brzucha. W Polsce obrót kroplami Inoziemcowa regulowały kolejne rozporządzenia odpowiednich ministrów. Regulację tę wprowadziło rozporządzenie Ministra Spraw Wewnętrznych z dnia 20 maja 1929, na mocy którego mogły być one sprzedawane w ilości do 20 g przez apteki bez recepty. Analogiczną regulację zawarto w rozporządzeniu z roku 1956, natomiast w rozporządzeniu z roku 1985 krople Inoziemcowa nie zostały uwzględnione. Ze względu na zawartość opium wykorzystywane były w celach narkotycznych.
W Polsce zostały wycofane ze sprzedaży.